# 김요협
김요협(金堯莢, 1833년 ~ 1909년)은 조선 말기의 문신, 관료, 정치인이다. 인촌 김성수와 김연수의 할아버지이다. 인촌 김성수와 기업인 김연수의 친할아버지로 김성수 집안의 가계를 실질적으로 일으킨 사람이라 한다. 대한민국 제16대 국무총리인 김상협의 증조할아버지이다.
가난한 선비의 자제였으나 전라북도 부안군의 부호 정계량의 딸과 결혼하여 집안을 일으켰고, 후일 자손들의 출세의 발판이 되었다. 관직은 선공감감역으로 나가 금부도사 등을 거쳐 비서원승, 시종원부경을 거쳐 가선대부에 이르렀다. 자는 원중(元中), 호는 낙재(樂齎) 하서 김인후의 11대손, 본관은 울산.

## 생애
김요협은 1833년 절충장군 중추부첨지사를 지내고 사후 증 가선대부 내부협판에 추증된 김명환(金明煥)과 부인 전의이씨 셋째 아들로 태어났다. 아버지 김명환은 노인직으로 통정대부 첨지중추부사가 되었다. 따라서 실직은 아니므로 그의 가계는 가난하였다.
신체가 건장하였으나 가난하게 자랐다 한다. 부친에 의해 전라북도 고창군의 부자 정씨의 무남독녀 딸과 혼인하였다. 이후 처가가 있는 전북 고창으로 이주했다. 이후 처가의 재력을 바탕으로 그는 몰락한 가문을 다시 일으킨다.
1872년(고종 9년) 선공감 감역으로 관직에 올랐다. 이후 참봉, 봉사, 도사(都事), 별제, 주부(注簿) 등의 경관직을 지냈다. 그 뒤 민씨 정권 하에서 금부도사·영릉참봉·상서원별제·사옹원주부를 지내다가 통훈대부로 승진, 1888년 전라남도 화순군수로 부임하였다.
이후 전라북도 행진안현감(行鎭安縣監)·경상북도 군위군수 등을 지냈다. 1894년 이후 중추원의관·비서원승·시종원 부경에 임명되었다. 그 뒤 첨지중추부사를 거쳐 최종 관직은 종2품 가선대부(嘉善大夫)에 이르렀다.
김요협은 두 아들에게 유산을 분배할 때 장남인 김기중에게는 1천 석의 농토를, 차남인 김경중에게는 2백석을 물려주었으나 이재에 능한 김경중은 형보다 더 많은 토지를 갖게 되었다 한다.

## 가족
- 고조부 : 김윤조(金尹趙) - 조선 통덕랑
- 증조부 : 김방신(金方申)
- 조부 : 김도휴(金道休)
- 아버지 : 김명환(金命煥) -절충장군 중추부첨지사, 사후 증 가선대부 내부협판에 추증
  - 어머니 : 전의이씨 - 증 정부인
    - 형님 : 김요문(金堯汶)
    - 형님 : 김요윤(金堯允)
    - 부인 : 증 정부인 연일정씨(延日鄭氏, 1831년 ~ 1911년)
      - 장남 : 김기중(金祺中, 1859년 ~ 1933년)
        - 손자 : 김성수(金性洙) -언론인 겸 독립운동가, 제2대 부통령 역임
        - 손자 : 김재수(金在洙)

      - 차남 : 김경중(金暻中, 1863년 ~ 1945년)
        - 손자 : 김연수(金䄵洙)

  - 장인 : 정계량(鄭季良)

## 같이 보기
- 김기중
- 김경중
- 김성수
- 김인후
- 정계량
- 김연수
- 이아주
- 신단
- 이문용